# 岡山県道409号大野部哲多線
岡山県道409号大野部哲多線（おかやまけんどう409ごう おおのべてったせん）は、岡山県新見市を通る一般県道である。

## 概要
新見市哲西町大野部から新見市哲多町蚊家（こうのいえ）に至る。

### 路線データ
- 起点：岡山県新見市哲西町大野部（岡山県道313号大野部備中線交点）
- 終点：岡山県新見市哲多町蚊家（岡山県道50号北房井倉哲西線交点）
- 総延長：8.8 km
- 実延長：7.6 km

## 歴史
- 1972年（昭和47年）
  - 3月21日 - 岡山県告示第263号により認定される。
  - 秋頃 - 現行の県道番号に変更される。
- 2005年（平成17年）3月31日 - 新見市と阿哲郡全4町が対等合併して改めて新見市が設置されたことに伴い、全区間が新見市域を通る路線になり、併せて起終点の地名表記が変更される。
- 2006年（平成18年）4月1日 - 県道の管理権限を岡山県から新見市へ移譲[1]。

## 路線状況
幅員が一車線分のみとなり、離合困難な区間が存在する。青木峠付近はアスファルト舗装されておらず、苔が生えているため、オンロードバイクの通行には細心の注意が必要。可能ならば迂回する方が望ましい。

## 地理

### 通過する自治体
- 新見市

### 交差する道路
| 交差する道路               | 交差する場所             | 交差する場所 |
| -------------------------- | ------------------------ | ------------ |
| 岡山県道313号大野部備中線  | 哲西町大野部             |              |
| 岡山県道50号北房井倉哲西線 | 哲多町蚊家（こうのいえ） | 終点         |

### 沿線
- 大野部川

### 峠
- 青木峠（新見市哲西町大野部 - 新見市哲多町蚊家）